# Howard Baker
Howard Henry Baker Jr. (znany jako Howard Baker, ur. 15 listopada 1925 w Huntsville, zm. 26 czerwca 2014 tamże) – amerykański polityk i dyplomata, senator ze stanu Tennessee od 1967 do 1985, z Partii Republikańskiej. Był przewodniczącym senatorów ze swojej partii w senacie od 1977 do 1985, do końca 1980 jako lider mniejszości, następnie od 1981 do 1985 jako lider większości. Kandydował w wyborach prezydenckich w 1980, ale nie zdobył nominacji swojej partii w prawyborach. W latach 1987–1988 służył jako szef sztabu Białego Domu w administracji Ronalda Reagana. W latach 2001–2005 był ambasadorem w Japonii.

## Odznaczenia
- Prezydencki Medal Wolności – 1984[1]
- Order Kwiatów Paulowni – 2008, Japonia[2]